# Edward Stanley Gibbons
Pour les articles homonymes, voir Gibbons (homonymie).
Edward Stanley Gibbons était un marchand britannique de timbres-poste, fondateur de la société Stanley Gibbons.
Né à Plymouth, le 21 juin 1840 (année de l'émission du Penny Black), il était le plus jeune enfant de William Gibbons, pharmacien et d'Elizabeth Langridge. Avec des études au Hallorans' Collegiate Establishment, il travaille à 15 ans quelques semaines comme clerc à la Naval Bank, avant d'être apprenti dans la boutique de son père.

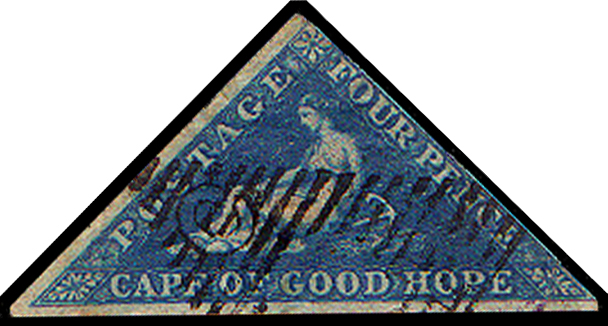
Triangulaire du Cap

Alors que la collection de timbres-poste devient à la mode, il commence à en faire le commerce dans la pharmacie paternelle à partir de 1856. En 1863, il achète deux sacs de timbres triangulaires du Cap pour cinq livres sterling à deux marins qui les avaient gagné dans une tombola au Cap ; il est dit que Gibbons en aurait obtenu 500 livres à la revente.
En 1865, il édite une liste de prix de 16 pages, prémices du futur catalogue Stanley Gibbons.
Après la mort de son père en 1867, il prend sa relève à la pharmacie jusqu'à sa vente en 1872. Il emménage à Plymouth Hoe où il publie des albums de timbres pour que les collectionneurs puissent ranger logiquement et complètement leurs timbres. En 1874, il vit à Londres : d'abord à Clapham Common, puis 8 Gower Street en 1876 ; il commence à publier un magazine mensuel sur les timbres.
En 1890, et après cinq mariages, il prend sa retraite, et vend son commerce pour 25 000 livres qui devient une compagnie privée à responsabilité limitée, la Stanley Gibbons Ltd, dont il fut le premier président.
Il profita de sa retraite pour accomplir un voyage aux États-Unis et en Extrême-Orient, et mourut le 17 février 1913 à Kensington.